# 布鲁斯·迪克森
布鲁斯·迪克森（英語：Bruce Dickson，1931年4月22日—），加拿大男子冰球运动员，场上位置是前锋。他曾代表加拿大参加1952年冬季奥林匹克运动会冰球比赛，获得一枚金牌。